# 中国2010年上海世界博览会挪威馆
中国2010年上海世界博览会挪威馆是2010年上海世博会上代表挪威的展馆，位于世博园区C片区，占地面积为3000平方米。挪威馆的主题是“挪威·大自然的赋予”。
挪威馆的外形由15棵模型树构成，其中每棵“树”高5米至15米不等，且每棵树上还有4根树枝，并以树枝为支点支起篷布。而在世博会结束后，这15颗“树”会被送往中国各地永久地保存下来。展馆内部则由四道影观组成，分别是海岸、森林、峡湾和北极。同时，挪威馆还将举办“能源周”、“海洋周”、“渔业周”等活动。